# Aaliyah
Aaliyah, celým jménem Aaliyah Dana Haughton, (16. ledna 1979 Detroit – 25. srpna 2001 Bahamy) byla americká zpěvačka R&B, tanečnice, modelka a herečka. Za svoji krátkou kariéru stačila nahrát mnoho hitů. Hrála ve filmu Královna prokletých královnu Akashu a také si zahrála po boku Jeta Li ve snímku Romeo musí zemřít jako Trish O'Day. Krátce po natočení filmu (2001) zemřela při havárii letadla, podle vyšetřování za nehodou stála chyba pilota.

## Diskografie
| Rok  | Album                                                                        | Umístění | Umístění | Umístění | Umístění | Umístění | Umístění | Umístění | Umístění | Umístění | Umístění | Umístění | Umístění | Prodej a certifikace                     |
| Rok  | Album                                                                        | USA.     | UK       | NZ       | FRA      | NL       | NĚM      | RAK      | ŠVY      | DAN      | NOR      | ŠVE      | FIN      | Prodej a certifikace                     |
| ---- | ---------------------------------------------------------------------------- | -------- | -------- | -------- | -------- | -------- | -------- | -------- | -------- | -------- | -------- | -------- | -------- | ---------------------------------------- |
| 1994 | Age Ain't Nothing But a Number - 1. studiové album - Vydáno: 24. května 1994 | 18       | 23       | -        | -        | -        | -        | -        | -        | -        | -        | -        | -        | USA: 3,0 milionu Certifikace: 2× Platina |
| 1996 | One in a Million - 2. studiové album - Vydáno: 27. srpna 1996                | 18       | 33       | -        | -        | -        | -        | -        |          | -        | -        | 41       | -        | USA: 3,0 milionu Certifikace: 2× Platina |
| 2001 | Aaliyah - 3. studiové album - Vydáno: 17. července 2001                      | 1        | 5        | 25       | 9        | 9        | 9        | 21       | 6        | 34       | 30       | 23       | 33       | USA: 2,5 milionu Certifikace: 2× Platina |
| 2002 | I Care 4 U - Best of album - Vydáno: 10. prosince 2002                       | 3        | 4        | 10       | 4        | 10       | 2        | 16       | 3        | 39       | 17       | 37       | 15       | USA: 1,6 milionu Certifikace: Platina    |